# Adrian Lukis
Adrian Lukis, es un actor inglés.

## Biografía
Adrian es descendiente del arqueólogo Frederick Lukis.
En noviembre de 1985 se casó con Michele L. Costa, la pareja tiene un hijo.

## Carrera
En 1995, se unió al elenco de la miniserie Pride and Prejudice donde interpretó al teniente George Wickham, un militar cuyo encanto esconde su avaricia.
En 1997, se unió al elenco principal de la serie Peak Practice donde interpretó al doctor David Shearer, hasta 1999.
En 2004, apareció como invitado en la serie Midsomer Murders donde interpretó a Phillip Trent durante el episodio "Dead in the Water", años más tarde volvió a aparecer en la serie ahora en 2014 en el episodio "The Killings of Copenhagen" donde dio vida a Julian Calder. 
Ese mismo año, apareció en un episodio de la tercera temporada de la exitosa serie de espías Spooks donde interpretó al político John Sylvester, un ministro de gobierno, que se mete en problemas después de que la mujer con la que estaba teniendo un amorío aparece muerta, por lo que busca la ayuda de su amigo Harry Pearce (Peter Firth).
En 2005, interpretó a Marc Thompson, el prometido de Jo Mills (Jenny Seagrove) en la serie Judge John Deed hasta 2006.
En 2006, apareció en varios episodios de la serie policíaca The Bill donde interpretó al sargento Douglas "Doug" Wright, el esposo de la sargento Nikki Wright (Gillian Taylforth).
En 2012, se unió al elenco recurrente de la serie Toast of London donde dio vida al coronel Blair Toast, el hermano egocéntrico de Steven (Matt Berry) hasta el 2015.
Ese mismo año apareció como invitado en la serie médica Doctors donde interpretó a Walt Carson en el episodio "Let Me Shipwreck", anteriormente había aparecido por primera vez en la serie en el 2009 donde interpretó a Mark Shelby en "Worlds Apart". 
En 2014, interpretó a Patrick Stephens, el exesposo de Sarah Stephens (Claire Skinner), una mujer acusada de ayudar a su hija tetrapléjica Joanna "Jo" Stephens (Georgina Beedle) a morir en un episodio de la serie Silk.
En 2015, apareció como invitado en un episodio de la sexta temporada de la serie Downton Abbey donde interpretó a Sir John Darnley, el dueño de Mallerton Hall y amigo de Robert Crawley, Earl de Grantham (Hugh Bonneville).
Ese mismo año, apareció como invitado en la serie New Tricks donde dio vida a Tommy Naylor.
En 2016. se unió al elenco recurrente de la segunda temporada de la serie X Company donde interpreta al teniente coronel George Mayhew, un miembro de la resistencia.

## Filmografía

### Series de televisión
| Año             | Título                           | Personaje              | Notas                                 |
| --------------- | -------------------------------- | ---------------------- | ------------------------------------- |
| 2020            | Spy City                         | Aldous Petrie          | 5 episodios                           |
| 2016 - presente | X Company                        | Lt. Col. George Mayhew | 7 episodios                           |
| 2016            | Bedrag                           | CEO de Londres         | episodio # 1.6                        |
| 2015            | Downton Abbey                    | Sir John Darnley       | episodio # 6.1                        |
| 2015            | New Tricks                       | Tommy Naylor           | 2 episodios                           |
| 2015            | Death in Paradise                | Francis Davison        | episodio # 4.3                        |
| 2014            | Silk                             | Patrick Stephens       | episodio # 3.3                        |
| 2014            | Midsomer Murders                 | Julian Calder          | episodio "The Killings of Copenhagen" |
| 2013            | Agatha Christie's Poirot         | General Ravenscroft    | episodio "Elephants Can Remember"     |
| 2012 - 2015     | Toast of London                  | Col. Blair Toast       | 5 episodios                           |
| 2012            | Silent Witness                   | Simon Avery            | 2 episodios                           |
| 2012            | Doctors                          | Walt Carson            | episodio "Let Me Shipwreck"           |
| 2011            | Fresh Meat                       | Richard                | episodio # 1.6                        |
| 2011            | Outnumbered                      | Martin                 | episodio "The Parents' Evening"       |
| 2010            | This September                   | Noel Keeling           | 2 episodios                           |
| 2010            | Pete Versus Life                 | -                      | episodio "Ollie's Girlfriend"         |
| 2010            | Money                            | -                      | 2 episodios - miniserie               |
| 2009            | Personal Affairs                 | Jeeves                 | 2 episodios                           |
| 2009            | Lewis                            | Jem Wishart            | episodio "Allegory of Love"           |
| 2008            | Heartbeat                        | Rupert Middleton       | episodio "Hey Hey LBJ"                |
| 2008            | A Touch of Frost                 | James Callum           | episodio "In the Public Interest"     |
| 2006 - 2007     | The Bill                         | Sgt. Doug Wright       | 6 episodios                           |
| 2007            | Trial & Retribution              | Neil Dench             | episodio "Paradise Lost: Part 1"      |
| 2005 - 2006     | Judge John Deed                  | Marc Thompson          | 8 episodios                           |
| 2004            | Spooks                           | John Sylvester         | episodio # 3.8                        |
| 2003            | Absolute Power                   | Roddy Growse           | episodio "Country Life"               |
| 2003            | Foyle's War                      | Blake Hardiman         | episodio "The Funk Hole"              |
| 2003            | Down to Earth                    | Laurent Falaise        | 2 episodios                           |
| 1997 - 1999     | Peak Practice                    | Dr. David Shearer      | 35 episodios                          |
| 1995            | Pride and Prejudice              | Lt. Wickham            | 5 episodios - miniserie               |
| 1995            | Chandler & Co                    | Mark Judd              | 5 episodios                           |
| 1992            | Maigret                          | Capitán Danielou       | episodio "Maigret Goes to School"     |
| 1991            | The Case-Book of Sherlock Holmes | Jack Bennett           | episodio "The Creeping Man"           |
| 1991            | Strauss Dynasty                  | Edi                    | episodio # 1.1 - miniserie            |
| 1989            | After the War                    | Michael Jordan         | 8 episodios - miniserie               |
| 1989            | Campion                          | Matt Durfey            | 2 episodios                           |
| 1987            | The Bretts                       | G. Peabody             | episodio "Driving Ambition"           |

### Películas
| Año  | Título     | Personaje         | Notas |
| ---- | ---------- | ----------------- | --- |
| 1999 | The Trench | Lt. Col. Villiers | junto a Paul Nicholls, Daniel Craig, Julian Rhind-Tutt, Danny Dyer, James D'Arcy, Tam Williams, Cillian Murphy y Ben Whishaw |

### Radio
| Año  | Título        | Personaje      | Notas        |
| ---- | ------------- | -------------- | ------------ |
| 2004 | The Pallisers | George Vavasor | 12 episodios |

### Narrador
| Año  | Título                                  | Notas      |
| ---- | --------------------------------------- | ---------- |
| 1999 | 'Pride and Prejudice': The Making of... | documental |

### Teatro
| Año         | Obra                            | Personaje        | Director         | Teatro             | Notas                                                               |
| ----------- | ------------------------------- | ---------------- | ---------------- | ------------------ | ------------------------------------------------------------------- |
| 2004        | Dinner                          | Hall             | Fiona Buffini    | Wyndham Theatre    | junto a Harriet Walter, Nicholas Farrell y Penny Downie             |
| 2004        | Cloaca                          | -                | Kevin Spacey     | Old Vic Theatre    | -                                                                   |
| 2002        | The Front Page                  | Hildy Johnson    | Douglas Wager    | Festival Theatre   | -                                                                   |
| 2002        | Dead Funny                      | -                | Loveday Ingram   | -                  | -                                                                   |
| 2002        | Lab: Crime, Mystery & Thrillers | -                | Corinne Cartier  | -                  | -                                                                   |
| 2001        | Beach Wedding                   | Bruno            | Patrick Sandford | Nuffield Theatre   | -                                                                   |
| 2001        | The Relapse or Virtue in Danger | Worthy           | Trevor Nunn      | National Theatre   | junto a Stephen Rayne                                               |
| 2001        | Helping Harry                   | Patrick          | Nickolas Grace   | Jermyn St. Theatre | junto a James Wilby, Jay Villiers, Simon Dutton y David Michaels    |
| 2000        | Gone to L.A                     | Tony             | -                | Hampstead Theater  | -                                                                   |
| 1999        | Sleep with Me                   | -                | Anthony Page     | National Theatre   | -                                                                   |
| 1995        | The Park                        | Bruno            | David Fielding   | The Pit Theatre    | junto a Louise Jameson, Simon Dormandy y Michael Jenn               |
| 1993        | The School of Night             | Thomas Kyd       | Bill Alexander   | The Pit Theatre    | -                                                                   |
| 1993        | Macbeth                         | Ross             | Adrian Noble     | Barbican Theatre   | junto a Derek Jacobi, Cheryl Campbell, Jason Durr y Michael Siberry |
| 1992 - 1993 | As You Like It                  | -                | David Thacker    | Royal S. Theatre   | junto a Peter De Jersey, Samantha Bond, Michael Siberry y Alan Cox  |
| 1990        | Arms and the Man                | Sergius Saranoff | Casper Wrede     | Mobil T. Theatre   | -                                                                   |
| -           | Two Gentlemen of Verona         | -                | -                | -                  | -                                                                   |
| -           | The Merchant of Venice          | -                | -                | -                  | -                                                                   |
| -           | Troilus and Cressida            | -                | -                | -                  | -                                                                   |
| -           | Candide                         | -                | -                | -                  | -                                                                   |
| -           | The Colleen Dawn                | -                | -                | -                  | -                                                                   |
| -           | The Forest                      | -                | -                | -                  | -                                                                   |
| -           | The Riot                        | -                | -                | -                  | -                                                                   |
| -           | Peter Pan                       | -                | -                | -                  | -                                                                   |
| -           | Betrayal                        | -                | -                | -                  | -                                                                   |
| -           | Guiding Star                    | -                | -                | -                  | -                                                                   |
| -           | Private Lives                   | -                | -                | -                  | -                                                                   |
| -           | Geometry of Miracles            | -                | -                | -                  | -                                                                   |
| -           | Summerfolk                      | -                | -                | -                  | -                                                                   |
| -           | Money                           | -                | -                | -                  | -                                                                   |
| -           | Rose                            | -                | -                | -                  | -                                                                   |
| -           | Sparkleshark                    | -                | -                | -                  | -                                                                   |
| -           | The Villains Opera              | -                | -                | -                  | -                                                                   |
| -           | Baby Doll                       | -                | -                | -                  | -                                                                   |
| -           | Closer                          | -                | -                | -                  | -                                                                   |
| -           | The Island                      | -                | -                | -                  | -                                                                   |
| -           | Honk! The Ugly Duckling         | -                | -                | -                  | -                                                                   |
| -           | The Oresteia                    | -                | -                | -                  | -                                                                   |
| -           | Battle Royal                    | -                | -                | -                  | -                                                                   |
| -           | Widowers' Houses                | -                | -                | -                  | -                                                                   |
| -           | The Mysteries                   | -                | -                | -                  | -                                                                   |